# Hikmat Abu Zayd
Hikmat Abu Zayd (ou Hekmat Abou Zeid, en arabe : حكمت أبو زيد), née en 1922 ou 1923, morte le 30 juillet 2011, est une femme politique et une universitaire égyptienne. Elle devient la première femme ministre en Égypte, en 1962. Son mandat en tant que ministre des affaires sociales crée un précédent. Par la suite, il est devenu plus commun d'avoir des femmes à la tête de ministère. C'est une partisane du nassérisme. En 1974, elle s'est installée en Libye, et est devenue une des voix critiques sur les successeurs de Nasser. Elle est devenue apatride pendant quelques années, son passeport égyptien n'ayant pas été renouvelé, mais a pu en définitive rentrer dans son pays en 1992.

## Biographie
Née dans le village de Shaykh Daud, situé près de la ville d'al-Qusiyya dans le gouvernorat d'Assiout, Abu Zayd grandit dans une famille nationaliste. Son père travaille aux chemins de fer égyptiens et est astreint à une mobilité professionnelle. Bien que sa mère soit analphabète, Hikmat est encouragée à lire et à apprendre par ses parents.
Elle bénéficie d'une formation assez poussée. Après avoir terminé son enseignement secondaire à la Helwan Girls School, elle obtient une licence en histoire à l'Université du Caire (alors nommé Fouad I Université) en 1940. Elle continue ses études et obtient un certificat d'enseignement en 1941, une maîtrise en pédagogie dans les années 1950 à l'Université de St Andrews, et enfin un doctorat en psychologie de l'éducation à l'Université de Londres en 1957. Elle enseigne au Women's College de l'Université Ain Shams de 1955 à 1964, avant d'être promue au rang de professeur à l'Université du Caire en 1965.
Elle commence à s'impliquer dans la vie politique. En 1962, elle participe au comité de préparation du Congrès National des Forces Populaires. En qualité de membre du comité, elle exprime son désaccord avec le Président Gamal Abdel Nasser sur certains articles de la Charte d'Action Nationale. Remarquant cette personnalité, Nasser décide de la nommer ministre. Le 29 septembre 1962, elle devient ministre des affaires sociales dans le premier gouvernement d'Ali Sabri,. Elle garde ce mandat lorsque le gouvernement est remanié en mars 1964, et reste en poste jusqu'en 1965. Elle-même est issue de la classe moyenne inférieure comme Nasser. Sa nomination par Nasser a été faite par celui-ci dans le cadre de son nouveau programme socialiste, qui inclut l'élargissement d'un accès à l'éducation et à l'emploi pour toutes les personnes, indépendamment de leur sexe ou de classe sociale Les années 1950 et les années 1960 sont ainsi une période de relative émancipation de la femme en Égypte. La polygamie est sur le déclin, et des femmes commencent à pouvoir accéder sur des postes clés dans le gouvernement, l'industrie et le milieu universitaire. Les premières femmes parlementaires du pays, notamment Rawya Ateya, sont élues en 1957. Bien que le féminisme ait été un mouvement vivace en Égypte dès l'entre-deux-guerres, il est resté l'apanage d'une élite cairote ou alexandrine, et l'évolution qu'engage Nasser quarante ans plus tard reste en partie en trompe-l’œil, à la marge d'une classe politique essentiellement masculine.
Pour autant, la nomination d'Hikmat Abou Zayd par Nasser est politiquement importante. Le régime s'intéresse aux revendications sur les droits des femmes, et associe certaines individualités féminines à l’exécutif, ouvrant la voie. Ces personnalités sont ainsi mises en avant, faisant émerger une nouvelle génération de responsables féministes, ouvertes au nassérisme et issues de familles plus modestes que les dirigeantes précédentes. Mais pour Nasser, c'est à l’État de s'occuper des droits des femmes, et il ne conçoit pas d'organisation féministe indépendante,. Le Ministère des Affaires Sociales dont elle prend la tête s'intéresse à la condition féminine, de même qu'il prend des mesures favorables à la population ouvrière et aux paysans. En 1963, ce ministère organise une conférence des femmes pour discuter, entre autres choses, des façons d'accroître le rôle économique des femmes, le travail des femmes, et la diffusion de la planification familiale. Hikmat Abu Zayd est désignée pour présider cette conférence, ce qui constitue un moyen de la positionner à la tête du mouvement des femmes en Égypte. Elle devient coordonnatrice pour les activités des femmes au sein de l'Union socialiste arabe, en 1963, à un moment où ce parti a près de 250 000 membres féminins.
À la tête de son ministère, Abu Zayd travaille sur plusieurs différents problèmes sociaux. Elle tente d'obtenir une loi pour limiter le talâq ou répudiation islamique d'une femme par son mari. Elle essaye de lutter contre la mendicité. Elle lance des projets visant à améliorer la situation des femmes rurales. Par contre, l'une des tâches les plus sensibles assignées à Abu Zayd est la réinstallation de milliers de Nubiens, déplacés à la suite de la construction du barrage d'Assouan.
À la suite de la mort de Nasser en 1970 et de l'ascension d'Anouar el-Sadate à la présidence, elle s'installe en Libye avec son mari en 1974. Abu Zayd passe près de deux décennies dans ce pays, enseignant la science politique à l'Université de Tripoli. Elle rédige également des articles et des discours critiquant les choix gouvernements du nouveau président égyptien, Anouar el-Sadate. Elle commence à émettre ces critiques dans le milieu des années 1970. Elle devient un des chefs de file du Front national égyptien, mis en place à Damas en 1980 par le général Saad El Shazly. L'organisation appelle au renversement de Sadate, notamment en raison de sa politique de paix et d'ouverture à Israël. Elle est accusée de haute trahison, de terrorisme et d'espionnage, et, est déchue de sa nationalité égyptienne. Ne pouvant renouveler son passeport, elle devient une apatride politique. Une longue bataille juridique s'ensuit, finalement résolue fin 1991, lorsqu'un juge statue qu'elle et son mari ont droit à leurs passeports égyptiens. Elle est également acquittée de l'accusation de haute trahison et de terrorisme.
Après avoir récupéré leur nationalité, elle et son mari sont de retour en Égypte en mars 1992. Elle est traitée comme un VIP lors de son retour, et se rend au mausolée de Nasser. Dans les années 1990, elle s'oppose à la guerre du Golfe, à la conférence de Paix de Madrid, ainsi qu'à Israël et à l'impérialisme américain. Elle écrit des articles pour le journal al-Osboa en 1998 sur les questions de l'impérialisme occidental et de l'unité arabe. À la fin de 2010, elle est hospitalisée à l'hôpital anglo-américain du Caire, afin de recevoir un traitement. Farkhonda Hassan lui rend visite au nom de la Première dame Suzanne Moubarak. Au cours de son séjour à l'hôpital, elle accorde une interview à Al-Masri Al-Youm, journal dans laquelle elle défend l'héritage de Nasser, et déplore une perte de tolérance dans la société égyptienne.
Elle meurt au Caire le 30 juillet 2011.

## Récompenses
Elle s'est vu attribuer le Prix Lénine pour la paix en décembre 1970.